# 8602 Oedicnemus
8602 Oedicnemus è un asteroide della fascia principale. Scoperto nel 1977, presenta un'orbita caratterizzata da un semiasse maggiore pari a 2,4010553 UA e da un'eccentricità di 0,1301198, inclinata di 8,08578° rispetto all'eclittica.